# Dècada del 1660 aC
La dècada del 1660 aC comprèn el període que va des de l'1 de gener del 1669 aC fins al 31 de desembre del 1660 aC.

## Esdeveniments
- Segons la tradició Judeocristiana, mor Arfaxad.
- Comença el Saros Lunar.